# Eli Wasserscheid

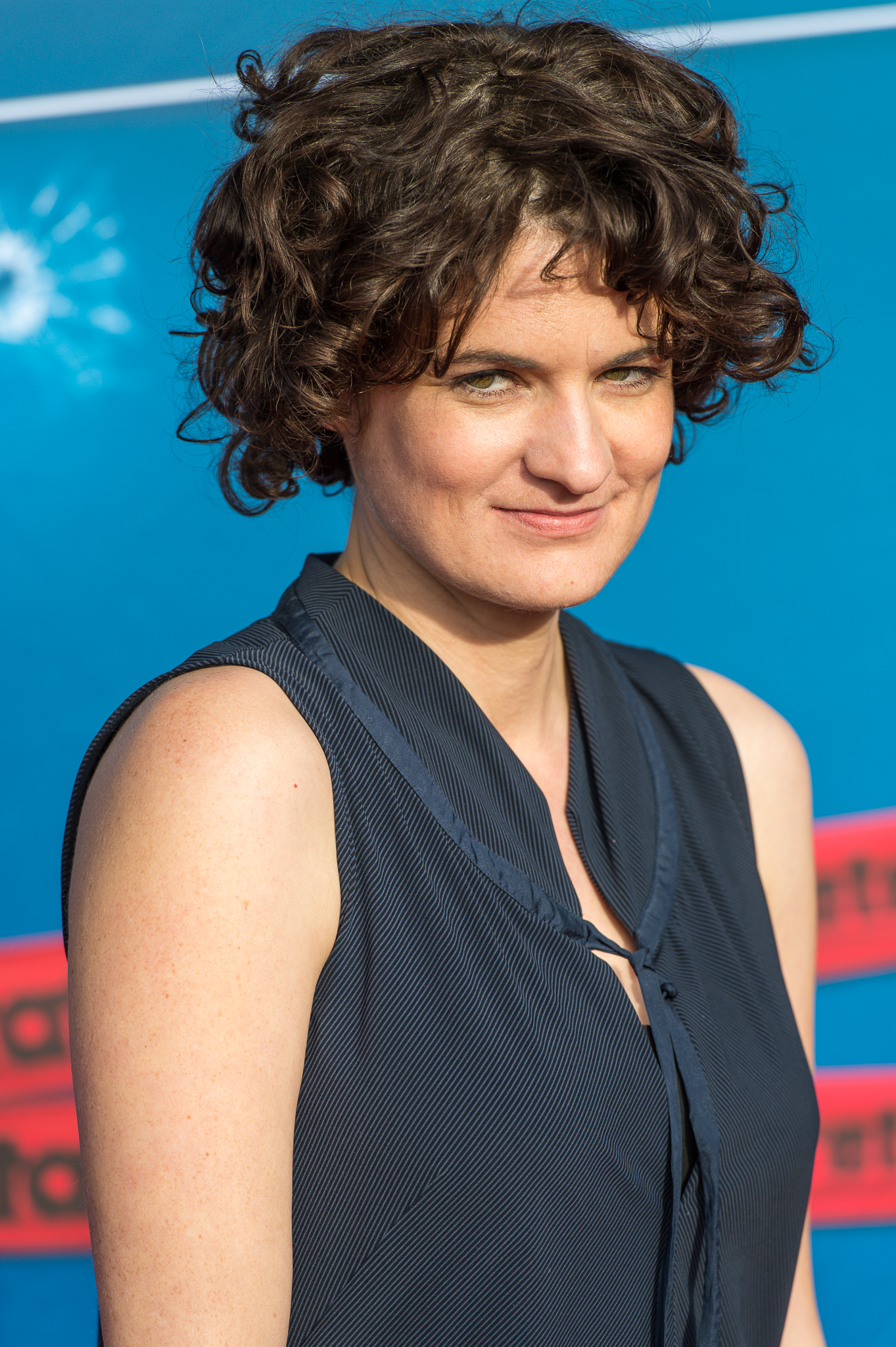
Eli Wasserscheid bei der Premiere des ersten Franken-Tatorts 2015

Elisabeth „Eli“ Wasserscheid (* 22. Oktober 1978 in Bamberg) ist eine deutsche Schauspielerin.

## Leben
Wasserscheid wuchs mit sechs Schwestern und einem Bruder, dem Chemiker Peter Wasserscheid, in Bamberg auf.
Sie wurde von 1998 bis 2001 an der Neuen Münchner Schauspielschule bei Ali Wunsch-König ausgebildet.
Danach hatte sie Engagements an der Schauburg München, Nationaltheater Mannheim, Stadttheater Fürth sowie auf Kampnagel in Hamburg. Sie gehört zum Ensemble des Metropoltheaters in München. Ab 2004 wirkte sie in mehreren Kurzfilmen mit; ihr Langfilmdebüt hatte sie 2006 in Bad Sandhartshofen (Regie: Eric Grun).
In den folgenden Jahren arbeitete sie mit Regisseuren wie Dominik Graf, Franz Xaver Bogner, Ed Herzog, Matthias Kiefersauer, Johannes Fabrick und Andreas Senn zusammen. So ist sie seit 2013 immer wieder in den Verfilmungen der Eberhofer-Krimis als Jessie zu sehen. 2014 wurde sie für den Bayerischen Kunstförderpreis in der Sparte Darstellende Kunst nominiert.
Seit April 2015 verkörpert sie die Kommissarin Wanda Goldwasser im Franken-Tatort. 2025 trat sie im Nockherberg-Singspiel als Dorothee Bär auf.
Seit 2019 ist sie Mutter einer Tochter und lebt mit Christian Sengewald in Leipzig.

## Filmografie (Auswahl)
- 2007: Liesl Karlstadt und Karl Valentin

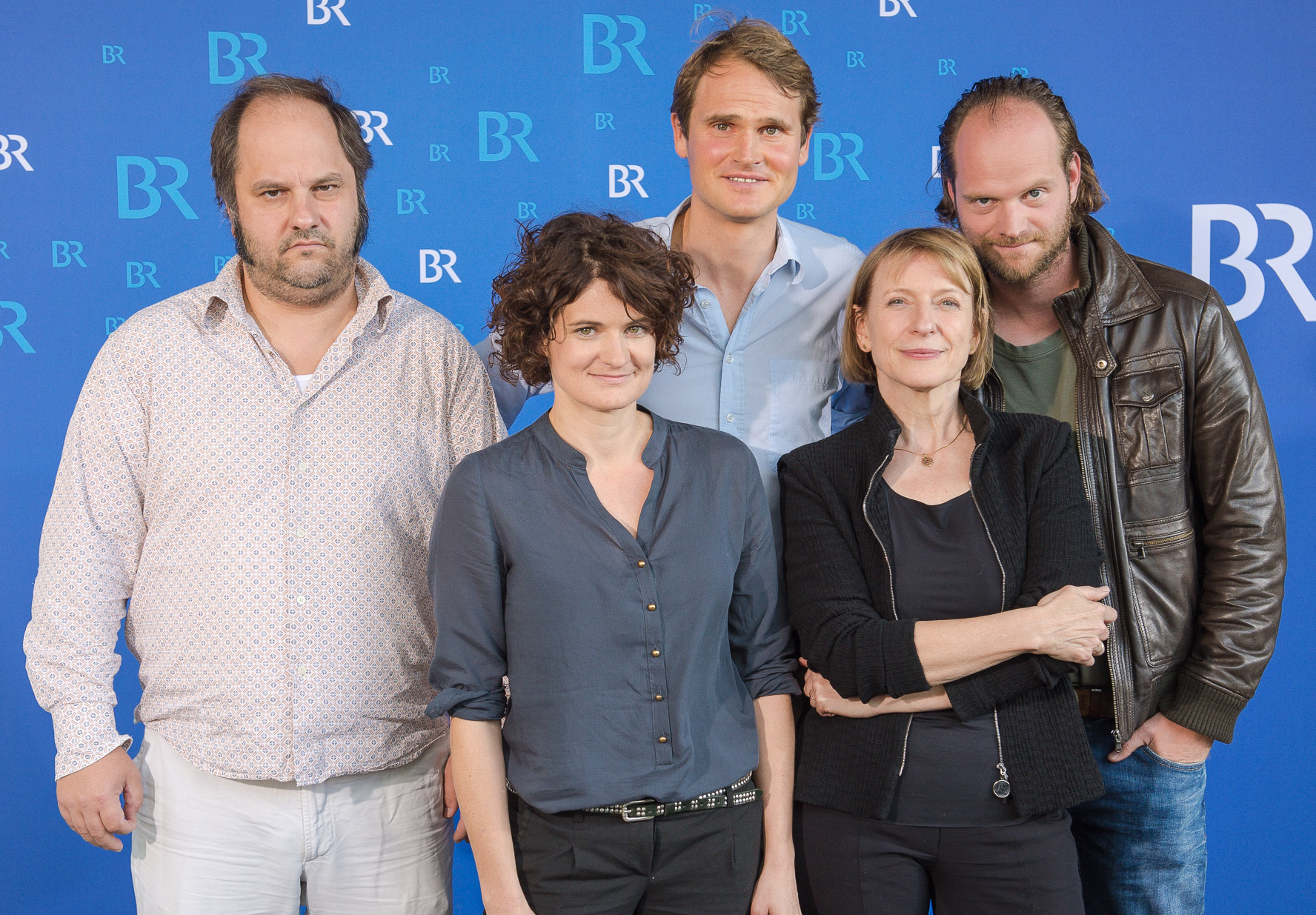
Die Franken-Tatort Darsteller Matthias Egersdörfer, Eli Wasserscheid, Fabian Hinrichs, Dagmar Manzel und Andreas Leopold Schadt (v.l.)

- 2008: Normal is des ned! (Regie: Helmut Milz)
- 2009: Blondinenträume (Regie: Isabel Kleefeld)
- 2010: Polizeiruf 110 – Cassandras Warnung
- 2010: Die Geisterflotte vom Yukon (Regie: Saskia Weisheit)
- 2010: Tödlicher Rausch (Regie: Johannes Fabrick)
- 2011: Dora Heldt: Kein Wort zu Papa
- 2011: Das unsichtbare Mädchen
- 2012: München 7 – Ja, wo ist er denn? (TV-Serie)
- 2012: Um Himmels Willen – Geheimcode (TV-Serie)
- 2013: Dampfnudelblues
- 2013: Hubert und Staller – Spiel mir das Lied vom Tod (TV-Serie)
- 2013: Tatort: Aus der Tiefe der Zeit
- 2013: Urlaub für Immer (Kurzfilm, Regie: Sara Waasner)
- 2013: Tatort: Allmächtig
- 2013: Bocksprünge (Regie: Eckhardt Preuß)
- 2014: Die geliebten Schwestern
- 2014: SOKO 5113 – Ein perfektes Leben
- 2014: Die abhandene Welt
- seit 2015: Tatort – Reihe als KK'in W. Goldwasser
  - 2015: Der Himmel ist ein Platz auf Erden
  - 2016: Das Recht, sich zu sorgen
  - 2017: Am Ende geht man nackt
  - 2018: Ich töte niemand
  - 2019: Ein Tag wie jeder andere
  - 2020: Die Nacht gehört dir
  - 2021: Wo ist Mike?
  - 2022: Warum
  - 2023: Hochamt für Toni
  - 2024: Trotzdem
- 2015: Heiter bis tödlich: Monaco 110 – Die Wildsau
- 2015: Schweinskopf al dente
- 2015: Lena Lorenz – Von weit her
- 2016: Moni’s Grill
- 2018: Sauerkrautkoma
- 2018: Ballon
- 2018: Der Polizist und das Mädchen
- 2018: Rufmord
- 2019: Leberkäsjunkie
- 2022: Geschichten vom Franz
- 2023: In aller Freundschaft – Die jungen Ärzte – Reine Nervensache
- 2025: München Mord: Nix für Angsthasen (Fernsehreihe)

## Hörbücher
- 2017: Die Terranauten von T.C. Boyle, Der Hörverlag, München